# Konsztantinosz Dimitriu
Konsztantinosz Dimitriu (Szaloniki, 1999. június 30. –) görög utánpótlás-válogatott labdarúgó, a Panszeraikósz  játékosa.

## Pályafutása

### Klubcsapatokban
Dimitriu a görög PAOK Szaloniki akadémiáján nevelkedett. 2018-ban a svájci FC Basel igazolta le, mellyel 2019-ben svájci kupagyőztes lett. A svájci élvonalban 2019. augusztusában mutatkozott be egy Thun elleni mérkőzésen. 2021 januárjában szerződtette a Mezőkövesdi SE csapata. Nyáron a Panszeraikósz csapatába távozott.

### A válogatottban
Többszörös görög utánpótlás-válogatott.

## Sikerei, díjai
FC Basel
- Svájci kupa: 2019